# Malostranská metróállomás
Malostranská egy metróállomás Prágában a prágai A metró vonalán.

## Szomszédos állomások
A metróállomáshoz az alábbi állomások vannak a legközelebb:
- Hradčanská (Nemocnice Motol)
- Staroměstská (Depo Hostivař)

## Átszállási kapcsolatok
| A (Nemocnice Motol ↔ Depo Hostivař) |                                   |                         |
| Állomás                             | Átszállási kapcsolatok            | Fontosabb létesítmények |
| Malostranská                        | 194 2, 12, 15, 18, 20, 22, 23, 97 | Hradzsin                |